# Station Gol
Station Gol is een station in  Gol in  Viken  in  Noorwegen. Het station ligt aan Bergensbanen. Het  stationsgebouw dateert uit 1907 en is een ontwerp van Paul Armin Due.